# Montserrat Bassa i Coll
Montserrat Bassa i Coll, també coneguda com a Montse Bassa (Torroella de Montgrí, 20 d'abril de 1965), és una professora i política catalana resident a Torroella de Montgrí.
Llicenciada en Filosofía i Lletres (Especialitat en Ciències de l'Educació i Gestió i Organització de Centres), ha estat diputada al Congrés dels Diputats en les legislatures XIII (2019-2019), XIV (2019-2023) i XV (2023-...). Fou candidata a les eleccions generals espanyoles de 2019 a la circumscripció de Girona per la candidatura d'Esquerra Republicana de Catalunya - Sobiranistes i és diputada al Congrés des del 16 de maig de 2019. És fundadora i membre de l'Associació Catalana pels Drets Civils (ACDC). El 2023 repeteix com a candidata a les eleccions generals espanyoles de 2023 a la circumscripció de Girona encapçalant la candidatura d'Esquerra Republicana de Catalunya.